# Böckenförde-paradoxon
A Böckenförde-paradoxon a politikafilozófiában a szekuláris liberális demokráciák önfenntartásának paradoxona: a szabadelvű állam olyan előfeltevésekre épül, amelyeket csak szabadelvűségének feladásával tudna garantálni. A paradoxon felállítója, Ernst-Wolfgang Böckenförde német alkotmánybíró és katolikus jogfilozófus szerint a jogállam nem szükségszerűen garantálja az állampolgárok szabadságát (egy diktatúra is működhet jogszerűen a saját jogrendjéhez képest), ezért a jogot az igazságosságnak valamilyen külső mércéjéhez kell viszonyítani; ez a mérce Böckenförde szerint a vallásból származik, és így a szekularizációval az állam lemond róla.

## Lásd még
- társadalmi tőke

### Magyarul
- Állami jog és erkölcsi rend. Válogatott tanulmányok; ford. Arató Balázs; L'Harmattan, Bp., 2020